# João VIII Paleólogo
João VIII Paleólogo (em grego Ιωάννης Η' Παλαιολόγος, Iōannēs VIII Palaiologos) (18 de dezembro de 1392 – 31 de outubro de 1448), foi o penúltimo imperador bizantino do Império Romano do Oriente de 1425 a 1448.

## Vida
João VIII Paleólogo era o filho mais velho de Manuel II Paleólogo e de Helena Dragasa, a filha do príncipe sérvio Constantino Dragases. Foi associado ao trono do seu pai como co-imperador antes de 1416 e tornou-se imperador em 1425. Casou-se por três vezes, em primeiro lugar com Ana, filha do príncipe Basílio I da Moscóvia (1389–1425) em 1414, e em segundas núpcias com Sofia de Monferrato em 1421. Por fim, em 1427, casou-se com Maria de Trebizonda. Não teve filhos de nenhum destes casamentos.

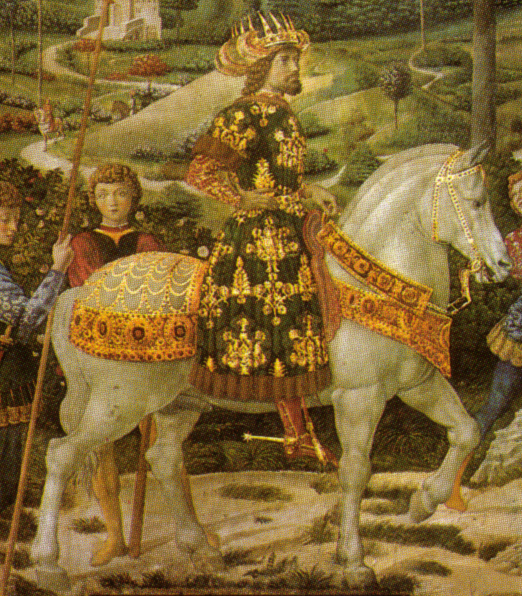
João VIII Paleólogo durante a sua visita à Florença.
Por Pisanello (1438).

Em junho de 1422, João VIII Paleólogo comandara a defesa de Constantinopla durante um cerco que lhe foi posto pelo Sultão Murade II, mas teve de admitir a perda de Tessalónica para os Otomanos em 1430. Com o propósito de assegurar alguma defesa contra os Otomanos, João visitou o Papa Eugénio IV e aceitou a união entre as igrejas Católica Romana e Ortodoxa, ratificada pelo Concílio de Florença em 1439. Estava acompanhado pelo patriarca de Constantinopla José II e por Gemisto Pletão, um filósofo neoplatonista que gozava de grande influência junto dos académicos italianos e que marcou parte do Renascimento então nascente. A união proposta entre as duas igrejas fracassou devido à oposição dos Bizantinos, que se recusaram a sujeitar-se ao papa; João, no entanto, e graças à condução de uma política prudente em relação ao Império Otomano, conseguiu conservar Constantinopla nas suas mãos.
João VIII Paleólogo designou o seu irmão Constantino XI Paleólogo , que desempenhara o cargo de regente em Constantinopla entre 1437 e 1439, como seu sucessor. Apesar das maquinações do seu irmão mais novo Demétrio Paleólogo, a sua mãe Helena conseguiu garantir a sucessão de Constantino XI em 1448.